# Gaspard Dughet

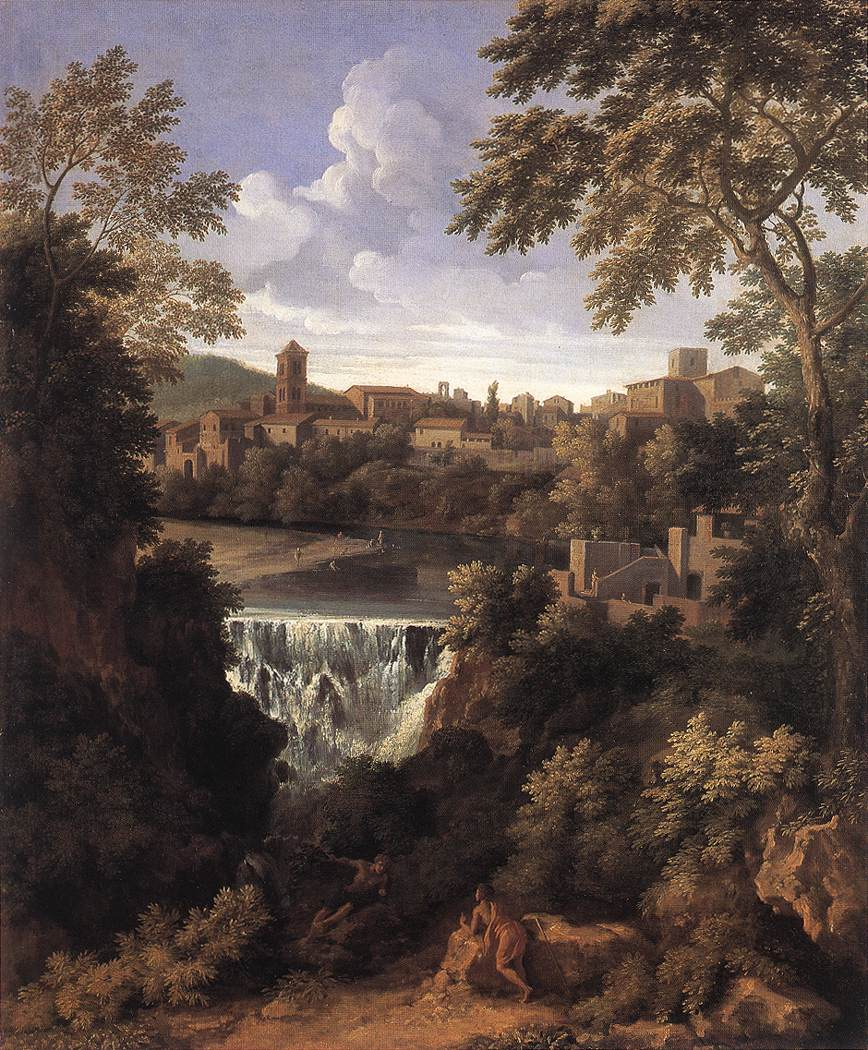
The Falls of Tivoli, circa 1661

Gaspar(d) Dughet, (Rome, 1613 - 1675) was een kunstschilder in de 17e eeuw, bekend om zijn landschapsschilderijen. Hij stond algemeen bekend als Gaspard Poussin omdat hij woonde en leerde bij zijn zwager Nicolas Poussin.

## Biografie
Dughet had de Franse nationaliteit, maar bleef zijn hele leven in Italië. Hij werd sterk beïnvloed door zijn meester en zwager Nicolas Poussin, en vooral zijn eerste werken sluiten dan ook in stijl aan op die van Poussin. In zijn latere werken bouwde hij meer een eigen stijl op, waarin de landschappen natuurlijker en levendiger ogen. Ook besteedde hij meer aandacht aan de werking van licht en lucht. Zijn landschappen werden buitengewoner en voller van beweging. Hij liet zich hierbij ook beïnvloeden door de kunstenaars Paul Bril, Claude Lorrain, Domenichino, Adam Elsheimer en Salvator Rosa.
Ook schilderde hij Bijbelse landschappen en landschappen met paleizen en kerken. Dughet hield ook van de blauwe luchten met de witte wolken in Italië. De landschappen voorzag hij van een zonnige gloed die er een doorzichtige glans aan gaf. Dughet had meestal geen expressieve nieuwigheden of een historisch onderwerp voor zijn schilderijen. Toch wordt hij wel gerekend tot de historische stijlen. Hij schilderde op een donkerrode achtergrond, die er gedurende de jaren erna ervoor hebben gezorgd dat zijn kunstwerken donkerder zijn geworden. Ook bracht Gaspard Dughet op verschillende plekken fresco's aan.
Gaspard Dughet woonde voornamelijk in Rome en schilderde daar ook de meeste van zijn werken. Zijn schilderijen verspreidden zich vervolgens over heel Europa. Dit gebeurde vooral in de 18e en 19e eeuw, toen het werk van Dughet werd verzameld in (vooral) Engeland en Duitsland. Tegenwoordig zijn onder meer in het museum Galleria Doria Pamphilj in Rome werken van hem te bezichtigen.
- Auckland Art Gallery Toi o Tāmaki: 383
- Art Gallery of South Australia: 2479
- Biblioteca Nacional de España: XX5266820
- Bibliothèque nationale de France: cb12004545r (data)
- Gemeinsame Normdatei: 118527983
- International Standard Name Identifier: 0000 0001 0830 6926
- KulturNav: 1a95dc07-bbf8-45ad-8b3f-9bec8b2de4d2
- Library of Congress Control Number: n78065993
- National Gallery of Victoria: 1178
- Nationale Bibliotheek van Tsjechië: ola2002153919
- Nationale Bibliotheek van Israël: 987007507971105171
- Nederlandse Thesaurus van Auteursnamen: 069503435
- RKD-Nederlands Instituut voor Kunstgeschiedenis: 24640
- Istituto Centrale per il Catalogo Unico: PALV012924
- SNAC: w63801m0
- Système universitaire de documentation: 028154274
- Museum of New Zealand Te Papa Tongarewa: 1839
- Union List of Artist Names: 500115515
- Virtual International Authority File: 74122123
- WorldCat: E39PBJpPC9fKrJCTGgdFrQBHG3